# Liste der Monuments historiques in Miserey-Salines
Die Liste der Monuments historiques in Miserey-Salines führt die Monuments historiques in der französischen Gemeinde Miserey-Salines auf.

## Liste der Immobilien
| Bezeichnung                    | Beschreibung                                                                 | Standort                                      | Kennzeichnung | Schutzstatus | Datum | Bild           |
| ------------------------------ | ---------------------------------------------------------------------------- | --------------------------------------------- | ------------- | ------------ | ----- | -------------- |
| Kapelle Sts-Ferréol-et-Ferjeux | 1854 erbaut                                                                  | Route de la Chapelle, auf dem Friedhof (Lage) | PA25000075    | Inscrit      | 2012  | weitere Bilder |
| Château de Miserey             | festes Haus, ab dem 17. Jahrhundert zum Schloss umgebaut; mit der Parkanlage | 3 route de la Chapelle (Lage)                 | PA00132846    | Inscrit      | 1994  | weitere Bilder |

## Liste der Objekte
| Bezeichnung                                      | Beschreibung | Standort                                    | Kennzeichnung | Schutzstatus | Datum | Bild |
| ------------------------------------------------ | --- | ------------------------------------------- | ------------- | ------------ | ----- | ---- |
| Zwei Skulpturen: Heilige Ferreolus und Ferrutius | Holz, farbig gefasst und vergoldet, 16. Jahrhundert                                                                                             | in der Kirche Sts-Ferréol-et-Ferjeux (Lage) | PM25000928    | Classé       | 1975  |      |
| Hauptaltar                                       | Altartisch, Altaraufbau, Tabernakel, Exposition, Retabel und Gemälde; Holz, farbig gefasst und vergoldet, Ölfarbe auf Leinwand, 18. Jahrhundert | in der Kirche Sts-Ferréol-et-Ferjeux (Lage) | PM25001543    | Classé       | 1991  |      |
| Kanzel                                           | Holz, farbig gefasst und vergoldet, 18. Jahrhundert                                                                                             | in der Kirche Sts-Ferréol-et-Ferjeux (Lage) | PM25001544    | Classé       | 1991  |      |
| Skulptur Maria immaculata                        | Holz, vergoldet, 19. Jahrhundert | in der Kirche Sts-Ferréol-et-Ferjeux (Lage) | PM25002218    | Inscrit      | 1989  |      |